# Acanthobrama marmid
Acanthobrama marmid är en fiskart som beskrevs av Heckel, 1843. Acanthobrama marmid ingår i släktet Acanthobrama och familjen karpfiskar. Inga underarter finns listade i Catalogue of Life.